# Riksdagen 1590
Riksdagen 1590 ägde rum i Stockholm.
Ständerna var kallade till möte i mitten av februari 1590, men det dröjde mer än två veckor innan alla var församlade. 
Riksdagen tog upp anklagelser mot rådsmedlemmar om att ha skapat oenighet mellan Kung Johan III och hertig Karl, att ha velat undvika att få Sigismund till kung och att ha medverkat till att ge bort Livland till Polen. Dessa anklagelser ledde inte till någon åtgärd, då inga bevis för anklagelserna kunde framläggas och de anklagade inte fick uppträda till sitt försvar. Kungen kan också ha varit mer intresserad av att få riksdagen att ge ett ogillande utlåtande till sådana planer, än att erhålla en dom över rådsherrarna.
Mötet antog sedan en förändrad tronföljd, 1590 års arvförening,  som även tillät en kungadotter att ärva tronen om ett antal villkor var uppfyllda.
Riksdagen avslutades den 7 mars 1590.